# Гамбелара (Виченца)
Гамбелара (итал. Gambellara) је насеље у Италији у округу Виченца, региону Венето.
Према процени из 2011. у насељу је живело 2639 становника. Насеље се налази на надморској висини од 55 м.

## Становништво
| 1931. | 1936. | 1951. | 1961. | 1971. | 1981. | 1991. | 2001. | 2011. |
| ----- | ----- | ----- | ----- | ----- | ----- | ----- | ----- | ----- |
| 3.585 | 3.625 | 3.555 | 3.071 | 3.048 | 3.251 | 3.144 | 3.200 | 3.319 |